# Bojong Pandan
Bojong Pandan is een bestuurslaag in het regentschap Serang van de provincie Banten, Indonesië. Bojong Pandan telt 5407 inwoners (volkstelling 2010).